# Anilinrött

Strukturformel

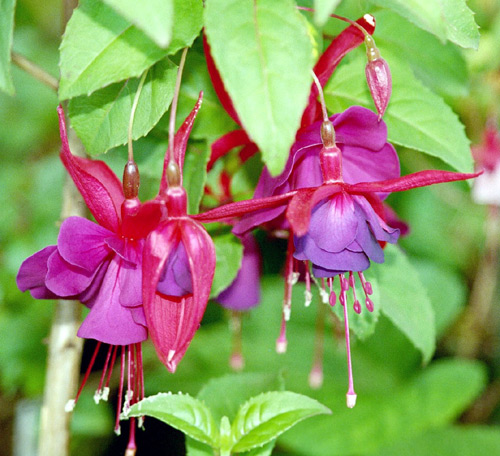
Fuchsia kan ha gett upphov till namnet fuksin, även skrivet fuchsin.

Anilinrött, Basic Violet 14 (42510), även kallat fuksin, rosanilin eller magenta, är ett rödviolett, syntetiskt triarylmetanfärgämne. Det bildar gröna kristaller, men blir magentafärgat i lösning med vatten eller alkohol.

## Användning
Det används bland annat för infärgning av vävnader för histologisk analys. Det har använts som färgämne inom flera olika områden, men användningen begränsas av dess giftighet och det är möjligtvis karcinogent.

## Historia
Anilinrött framställdes första gången 1856, av Jakub Natanson vid Tartu universitet, sedan 1858 av August Wilhelm von Hofmann, då verksam i London. Samma år lyckades François-Emmanuel Verguin framställa anilinrött med en ny metod, som patenterades i ett samarbete med färgämnesproducenter i Lyon. Det kom där i produktion under namnet fuchsin, eller fuksin, möjligen efter fuchsiablommor, men döptes av de franska producenterna om till magenta, efter slaget vid Magenta 1859 där Frankrike stod på den segrande sidan.

### Tidig framställning
I Per Teodor Cleves lärobok i kemi band II (1874) finns en beskrivning av hur fuchsin kunde tillverkas i anilinfärgämnesindustrins barndom. Giftiga och orena råvaror kombinerat med dåliga utbyten innebar förstås betydande miljöproblem även om tillverkningsvolymerna inledningsvis inte var så stora. Många anilinfärger var också kända som giftiga. Fuksin tycks vid den tiden ha avsett hydrokloriden medan färgbasen tycks ha kallats rosanilin. Nitratet och acetatet kallades azalein resp rosein. Anmärkas kan att strukturformeln ovan antyder bildning ur o-toluidin + p-toluidin + anilin, och att biproduktsformlerna ej kontrollerats mot moderna källor.
"Rosanilin bildas genom samtidig oxidation av två molekyler toluidin och en molekyl anilin. Såsom oxidationsmedel verka kolklorid (?), tennklorid (rimligen tenn(IV)klorid), kvicksilvernitrat, nitrotoluol m.m., men vid basens beredning i stort användes dock mest arseniksyra.
Rosanilinsalter beredas i stort på följande sätt: 10 kg af en blandning af anillin och toludin (mest lönande är den mellan 182 och 200° kokande anilinoljan, som innehåller ungefär lika delar anilin och toluidin) och 16 kg sirapstjock arseniksyra (innehållande 70–75%) upphettas uti en gjutjernsretort, hvilken är insatt i ett oljbad. Denna retort, som rymmer omkring 50 liter stå i förbindelse med ett afkyldt, spiralformigt kylrör i hvilket de under operationen bortgående ångorna kunna förtätas. Oljbadet upphettas till 180-190°, och efter 2-3 timmar är operationen avslutad. Massan tages ännu varm ur retorten och öses uti stora, flata jernblecksformar, der den snart stelnar. Råprodukten, fuksinsmältan som innehåller arseniksyrad och arseniksyrlig rosanilin, överskott av anilin, violanilin ("((C6H4)3H3N3, bildas vid upphettning av ren arseniksyrad anilin"), mauvanillin ((C6H4)2 C6H3-CH3H3 N3, uppstår på liknande sätt vid närvaro av toluidin) och krysotoluidin (biprodukt, (C6H3-CH3)3H3N3), pulveriseras groft och behandlas med saltsyra och kokande vatten. För utlakningen begagnar man sig av emaljerade kärl af gjutjern i hvilka 70 kg af smältan behandlas med 12 kg saltsyra och 200 liter kokande vatten. I blandningen inledes under 3–4 timmar vattenånga, hvarefter lösningen dekanteras från den olösta återstoden, som innehåller arseniksyrlighet, mauvanilin, violanilin samt små mängder  rosanilin och krysotoluidin. Lösningen, som innehåller arseniksyra och arseniksyrlighet samt klorvätesyrad rosanilin, fälles med en kokande lösning af natriumkarbonat, tillräcklig att neutralisera den vid föregående operation använda klorvätesyran. Härigenom utfälles rosanilin som, om ånga inledes i vätskan, samlas på ytan i form af en grön, halfflytande massa, hvilken afskummas. Den erhållna produkten är ännu oren av krysotoluidin, något litet mauvanilin och arsenikhaltiga salter. Den behandlar derför flere timmar under flitig omröring med kokande vatten, och lösningen filteras från olöst krysotoluidin, mauvanilin och violanilin. Den filtrerade lösningen tappas nu på stora kristallisationskärl, i vilka klorvätesyrad rosanilin eller fuksin, afsätter sig i små, gröna, metalliskt glänsande kristaller. Man erhåller på detta sätt af anillinoljan 25 procent fuksin. Den i moderluten kvarvarande färgämnena utfällas lämpligast med pikrinsyra eller garfsyra."